# M. Butterfly
Pour les articles homonymes, voir Butterfly.
M. Butterfly est une pièce de théâtre de David Henry Hwang (en) créée en 1988 au National Theatre de Washington. 

## Argument
En 1964, un comptable à l'ambassade de France en Chine (René Gallimard) tombe amoureux d'une diva (Song Liling) qui, bien des années plus tard, se révélera être un homme. L'histoire, tirée d'un authentique fait divers, est entièrement fondée sur l'ambiguïté et l'ambivalence, tant psychologique qu'anatomique.

## Distribution
La première version de 1988 a été jouée 777 fois avec John Lithgow dans le rôle de Gallimard et B. D. Wong dans le rôle de Song Liling. David Dukes, Anthony Hopkins, Tony Randall et John Rubinstein ont également joué le rôle de Gallimard dans cette première version.

## Distinctions
- Tony Awards 1988[3]
  - Tony Award de la meilleure pièce
  - Tony Award du meilleur acteur de second rôle dans une pièce pour B. D. Wong
  - Tony Award de la meilleure mise en scène pour une pièce

## Film
M. Butterfly a été adaptée en film par David Cronenberg avec Jeremy Irons et John Lone.